# Sul confine
Sul Confine è un album di Cristiano De André pubblicato nel 1995.

## Tracce
1. Di bolina (M. Biancolino - M. Fedrigo) - 4:53
2. Nel bene e nel male (Daniele Fossati - C. De André) - 5:33
3. Ciò che ci resta (Eugenio Finardi - C. De André - S. Melone) - 4:40
4. Sul confine (Massimo Bubola - C. De André - M. Gubinelli) - 5:08
5. Cose che dimentico (Fabrizio De André - Carlo Facchini - C. De André) - 4:27
6. Tracce (Carlo Facchini - C. De André - Daniele Fossati) - 5:37
7. Notti di Genova (Oliviero Malaspina - C. De André - Giorgio Vanni) - 5:13
8. L'era dell'oro (C. De André - Eugenio Finardi) - 4:35
9. La notte di San Lorenzo (Claudio Sanfilippo) - 3:24

## Formazione
- Cristiano De André – voce, cori, violino, chitarra acustica, chitarra elettrica
- Francesco Saverio Porciello – chitarra acustica, chitarra classica
- Max Longhi – tastiera, programmazione
- Stefano Melone – tastiera, cori, programmazione, pianoforte, organo Hammond, fisarmonica
- Beppe Quirici – basso
- Phil Palmer – chitarra acustica, chitarra elettrica
- Paolo Costa – basso
- Elio Rivagli – batteria, percussioni
- Franco Parravicini – chitarra elettrica
- Arcangelo Cavazzuti, Marco Costa, Susanna Huckstep  – cori